# Sägmühle (Haßloch)
Die Sägmühle ist eine ehemalige Wassermühle am Rehbach in Haßloch, Rheinland-Pfalz.

## Geschichte
In welcher Zeit die erste Mühle an diesem Standort gebaut wurde, ist nicht bekannt, man weiß nur, dass sie den Namen „Röthmühle“ trug (vom Färbemittel „Röth“, das aus den Wurzeln von „Krapp“ gewonnen und als Färbemittel verwendet wurde) und dem Hochstift Speyer gehörte. Die Mühle wurde gegen Ende des 13. Jahrhunderts erstmals erwähnt. Zu dieser Zeit soll auch der heutige Rehbach wegen seiner Verfärbung durch die Nutzung der Wurzeln den Namen Röthbach getragen haben.
Der erste namentlich bekannte Müller hieß Wendel Kern. Die Mühle wurde 1587 von Weigandt Dietelmayer gepachtet. Die Gebäude der Mühle sind im Laufe der Zeit mehrmals abgebrannt und neu errichtet worden. Der in den Torbogen eingemeißelten Jahreszahl 1765 zufolge wurde er von Johann Daniel Heene neu errichtet, der bis 1777 auch den Hof und die Scheune erbaute.
Im Jahr 1860 erweiterte der neue Eigentümer Daniel Hasse die Scheune und errichtete ein Wohnhaus. Der aus Schwaben eingewanderte Georg Straub eröffnete 1880 die Straußenwirtschaft „Zum Wilden Mann“. Er heiratete 1890 eine Urenkelin von J. Daniel Heene und wurde Besitzer der Mühle, die er dann 1936 seinem Sohn Adam Straub vermachte (umgangssprachlich „De Sägmüller Adam“ genannt). Der Mahlbetrieb wurde 1971 eingestellt. Seit 1983 erzeugt eine Turbine Strom.
Später wurde das Gebäude von Heinz Marneth gekauft und zu einem Hotel und Restaurant umgebaut, das 1989 unter dem Namen „Sägmühle“ eröffnet wurde. Nach dem Tod Marneths 1999 wurde der Betrieb von seiner Tochter Andrea und ihrem Ehemann Helmut Hook fortgeführt. Sie erweiterten den Gebäudekomplex um ein Chalet. Die Firma Eventlocations Rhein-Neckar-Pfalz erwarb 2018 das Objekt und nutzt es nun unter dem Namen „Gut Rehbach“ als Eventlocation.